# Carnaval de Rio 2024
Cette page répertorie les participants de tous les carnavals de Rio 2024

## Défilé Groupe Spécial
Les défilés du groupe spécial auront lieu écoles participantes seront les suivantes,:
11 février
1. Unidos do Porto da Pedra
2. Beija-Flor
3. Acadêmicos do Salgueiro
4. Acadêmicos do Grande Rio
5. Unidos da Tijuca
6. Imperatriz Leopoldinense

12 février
1. Mocidade Independente de Padre Miguel
2. Portela
3. Unidos de Vila Isabel
4. Estação Primeira de Mangueira
5. Paraíso do Tuiuti
6. Unidos do Viradouro

## Discographie Groupe Spécial
| Piste                                 | Interprète             |
| École                                 |                        |
| ------------------------------------- | ---------------------- |
| Imperatriz Leopoldinense              | Pitty Di Menezes       |
| Unidos do Viradouro                   | Wander Pires           |
| Unidos de Vila Isabel                 | Tinga                  |
| Beija-Flor                            | Neguinho da Beija-Flor |
| Estação Primeira de Mangueira         | Marquinho Art'Samba    |
| Dowglas Diniz                         |                        |
| Acadêmicos do Salgueiro               | Emerson Dias           |
| Paraíso do Tuiuti                     | Pixulé                 |
| Unidos da Tijuca                      | Ito Melodia            |
| Portela                               | Gilsinho               |
| Mocidade Independente de Padre Miguel | Zé Paulo Sierra        |
| Unidos do Porto da Pedra              | Wantuir                |

## Résultats Groupe Spécial
| Pos | Samba schools                         | Pts   | Classification Relégué |
| --- | ------------------------------------- | ----- | ---------------------- |
| 1   | Unidos do Viradouro                   | 270   | Champion Carnaval      |
| 2   | Imperatriz Leopoldinense              | 269.3 | Resté Groupe Spécial   |
| 3   | Acadêmicos do Grande Rio              | 269.2 | Resté Groupe Spécial   |
| 4   | Acadêmicos do Salgueiro               | 269   | Resté Groupe Spécial   |
| 5   | Portela                               | 268.9 | Resté Groupe Spécial   |
| 6   | Unidos de Vila Isabel                 | 268.8 | Resté Groupe Spécial   |
| 7   | Estação Primeira de Mangueira         | 268.8 | Resté Groupe Spécial   |
| 8   | Beija-Flor                            | 268.5 | Resté Groupe Spécial   |
| 9   | Paraíso do Tuiuti                     | 268.3 | Resté Groupe Spécial   |
| 10  | Mocidade Independente de Padre Miguel | 267.2 | Resté Groupe Spécial   |
| 11  | Unidos da Tijuca                      | 265.7 | Resté Groupe Spécial   |
| 12  | Unidos do Porto da Pedra              | 264.9 | Relégué Série Or       |

## Défilé Série Or
Les écoles participantes à la série Or seront:
9 février
1. União do Parque Acari
2. Império da Tijuca
3. Acadêmicos de Vigário Geral
4. Inocentes de Belford Roxo
5. Estácio de Sá
6. União de Maricá
7. Acadêmicos de Niterói
8. Unidos da Ponte

10 février
1. Sereno de Campo Grande
2. Em Cima da Hora
3. Arranco
4. União da Ilha do Governador
5. Unidos de Padre Miguel
6. São Clemente
7. Unidos de Bangu
8. Império Serrano

## Discographie Série Or
| Piste                       | Interprète       |
| École                       |                  |
| --------------------------- | ---------------- |
| Unidos de Padre Miguel      | Bruno Ribas      |
| Inocentes de Belford Roxo   | Thiago Brito     |
| Império Serrano             | Tem-Tem Jr       |
| Império da Tijuca           | Daniel Silva     |
| Acadêmicos de Niterói       | Tuninho Jr       |
| União da Ilha do Governador | Nêgo             |
| São Clemente                | Leandro Santos   |
| Vitor Cunha                 |                  |
| Estácio de Sá               | Tiganá           |
| Charles Silva               |                  |
| Unidos de Bangu             | Igor Vianna      |
| Pipa Brasey                 |                  |
| Acadêmicos de Vigário Geral | Danilo Cezar     |
| Unidos da Ponte             | Kleber Simpatia  |
| Arranco                     | Pamela Falcão    |
| Thiago Acácio               |                  |
| Em Cima da Hora             | Rafael Tinguinha |
| Sereno de Campo Grande      | Antônio Carlos   |
| Igor Pitta                  |                  |
| União de Maricá             | Matheus Gaúcho   |
| Nino do Milênio             |                  |
| União do Parque Acari       | Leozinho Nunes   |
| Tainara Martins             |                  |

## Résultats Série Or
| Pos | Samba schools               | Pts   | Classification Relégué |
| --- | --------------------------- | ----- | ---------------------- |
| 1   | Unidos de Padre Miguel      | 270   | Promus Groupe Spécial  |
| 2   | Império Serrano             | 269.8 | Resté Série Or         |
| 3   | Estácio de Sá               | 269.6 | Resté Série Or         |
| 4   | União de Maricá             | 269.5 | Resté Série Or         |
| 5   | São Clemente                | 269.4 | Resté Série Or         |
| 6   | Inocentes de Belford Roxo   | 269.4 | Resté Série Or         |
| 7   | União da Ilha do Governador | 269.3 | Resté Série Or         |
| 8   | Acadêmicos de Niterói       | 269.2 | Resté Série Or         |
| 9   | Acadêmicos de Vigário Geral | 269   | Resté Série Or         |
| 10  | Unidos de Bangu             | 269   | Resté Série Or         |
| 11  | Unidos da Ponte             | 269   | Resté Série Or         |
| 12  | Em Cima da Hora             | 268.8 | Resté Série Or         |
| 13  | União do Parque Acari       | 268.4 | Resté Série Or         |
| 14  | Arranco                     | 268.2 | Resté Série Or         |
| 15  | Império da Tijuca           | 268.1 | Relégué Série Argent   |
| 16  | Sereno de Campo Grande      | 267.9 | Relégué Série Argent   |

## Défilé Série Argent
Les écoles participantes à la série Argent seront:
13 février
1. Feitiço Carioca
2. Independente da Praça da Bandeira
3. Mocidade Unida do Santa Marta
4. Botafogo Samba Clube
5. Acadêmicos de Santa Cruz
6. Unidos de Lucas
7. Arrastão de Cascadura
8. Vizinha Faladeira
9. Império da Uva
10. Unidos da Barra da Tijuca
11. União de Jacarepaguá
12. Acadêmicos de Jacarepaguá
13. Caprichosos de Pilares
14. Fla Manguaça
15. Acadêmicos da Rocinha
16. Arame de Ricardo

16 février
1. Tubarão de Mesquita
2. Independentes de Olaria
3. Acadêmicos da Abolição
4. Unidos da Vila Santa Tereza
5. Renascer de Jacarepaguá
6. Força Jovem
7. Tradição
8. Lins Imperial
9. Acadêmicos do Engenho da Rainha
10. Acadêmicos do Cubango
11. Alegria da Zona Sul
12. Flor da Mina do Andaraí
13. Leão de Nova Iguaçu
14. Concentra Imperial
15. Unidos do Jacarezinho
16. Acadêmicos do Dendê

## Discographie Série Argent
| Piste                             | Interprète         |
| École                             |                    |
| --------------------------------- | ------------------ |
| Tubarão de Mesquita               | Ito Melodia        |
| Independentes de Olaria           | Tuninho Jr         |
| Acadêmicos da Abolição            | Digão Audaz        |
| Unidos da Vila Santa Tereza       | Igor Pitta         |
| Renascer de Jacarepaguá           | Leonardo Bessa     |
| Força Jovem                       | Serginho do Porto  |
| Dudah                             |                    |
| Tradição                          | Lico Monteiro      |
| Lins Imperial                     | Rafael Tinguinha   |
| Acadêmicos do Engenho da Rainha   | Rafael Faustino    |
| Acadêmicos do Cubango             | Alexandre Simpatia |
| Alegria da Zona Sul               | Hugo Júnior        |
| Flor da Mina do Andaraí           | Psé Diminuta       |
| Carlinhos Aniceto                 |                    |
| Leão de Nova Iguaçu               | Tiganá             |
| Concentra Imperial                | Henrique Negão     |
| Flávio Climagia                   |                    |
| Unidos do Jacarezinho             | Ailton Santos      |
| Ciganerey                         |                    |
| Acadêmicos do Dendê               | Doum Guerreiro     |
| Feitiço Carioca                   | Betinho do Cavaco  |
| Independente da Praça da Bandeira | Diego Nascimento   |
| Mocidade Unida do Santa Marta     | Raí Trovisck       |
| Botafogo Samba Clube              | Chicão             |
| Acadêmicos de Santa Cruz          | Roninho            |
| Luizinho Andanças                 |                    |
| Unidos de Lucas                   | Clóvis Pê          |
| Viny Machado                      |                    |
| Arrastão de Cascadura             | Marquinhos Silva   |
| Vizinha Faladeira                 | Enzo Belmonte      |
| Império da Uva                    | Aldo Ribeiro       |
| Leozinho Nunes                    |                    |
| Unidos da Barra da Tijuca         | Alex Ribeiro       |
| União de Jacarepaguá              | Zé Paulo Miranda   |
| Acadêmicos de Jacarepaguá         | Léo Simpatia       |
| Bia Lopes                         |                    |
| Caprichosos de Pilares            | Maderson Carvalho  |
| Fla Manguaça                      | Hudson Luiz        |
| Júlia Alan                        |                    |
| Acadêmicos da Rocinha             | Dodô Ananias       |
| Arame de Ricardo                  | Giovane Melo       |
| André Campaña                     |                    |

## Résultats Série Argent
| Pos | Samba schools                     | Pts   | Classification Relégué |
| --- | --------------------------------- | ----- | ---------------------- |
| 1   | Tradição                          | 269.9 | Promus Série Or        |
| 1   | Botafogo Samba Clube              | 269.3 | Promus Série Or        |
| 2   | Renascer de Jacarepaguá           | 269.8 | Resté Série Argent     |
| 2   | Fla Manguaça                      | 269.2 | Resté Série Argent     |
| 3   | Tubarão de Mesquita               | 269.4 | Resté Série Argent     |
| 3   | União de Jacarepaguá              | 268.9 | Resté Série Argent     |
| 4   | Unidos da Vila Santa Tereza       | 269.3 | Resté Série Argent     |
| 4   | Unidos da Barra da Tijuca         | 268.8 | Resté Série Argent     |
| 5   | Unidos do Jacarezinho             | 269.1 | Resté Série Argent     |
| 5   | Unidos de Lucas                   | 268.8 | Resté Série Argent     |
| 6   | Arrastão de Cascadura             | 268.8 | Resté Série Argent     |
| 6   | Acadêmicos do Cubango             | 268.7 | Resté Série Argent     |
| 7   | Independentes de Olaria           | 268.7 | Resté Série Argent     |
| 7   | Feitiço Carioca                   | 268.7 | Resté Série Argent     |
| 8   | Acadêmicos do Engenho da Rainha   | 268.6 | Resté Série Argent     |
| 8   | Mocidade Unida do Santa Marta     | 268.3 | Resté Série Argent     |
| 9   | Acadêmicos da Abolição            | 268.4 | Resté Série Argent     |
| 9   | Acadêmicos de Santa Cruz          | 268.2 | Resté Série Argent     |
| 10  | Vizinha Faladeira                 | 268.1 | Resté Série Argent     |
| 10  | Flor da Mina do Andaraí           | 267.6 | Resté Série Argent     |
| 11  | Acadêmicos da Rocinha             | 268.1 | Resté Série Argent     |
| 11  | Alegria da Zona Sul               | 267.5 | Resté Série Argent     |
| 12  | Independente da Praça da Bandeira | 267.8 | Resté Série Argent     |
| 12  | Leão de Nova Iguaçu               | 266.8 | Resté Série Argent     |
| 13  | Império da Uva                    | 267.8 | Resté Série Argent     |
| 13  | Concentra Imperial                | 266.6 | Resté Série Argent     |
| 14  | Caprichosos de Pilares            | 266.5 | Relégué Série Bronze   |
| 14  | Acadêmicos do Dendê               | 264.6 | Relégué Série Bronze   |
| 15  | Acadêmicos de Jacarepaguá         | 264.8 | Relégué Série Bronze   |
| 15  | Lins Imperial                     | 262.8 | Relégué Série Bronze   |
| 16  | Arame de Ricardo                  | 263.1 | Relégué Série Bronze   |
| 16  | Força Jovem                       | 257.2 | Relégué Série Bronze   |

## Défilé Série Bronze
Les écoles participantes à la série Bronze seront:
12 février
1. Raça Rubro-Negra
2. Unidos da Villa Rica
3. Império de Brás de Pina
4. Bangay
5. Império Ricardense
6. Império de Nova Iguaçu
7. Difícil é o Nome
8. Alegria do Vilar
9. Rosa de Ouro
10. Unidos de Cosmos
11. Mocidade Unida da Cidade de Deus
12. Gato de Bonsucesso

17 février
1. União do Parque Curicica
2. Acadêmicos do Jardim Bangu
3. Siri de Ramos
4. Imperadores Rubro-Negros
5. Chatuba de Mesquita
6. Turma da Paz de Madureira
7. Mocidade de Vicente de Carvalho
8. Acadêmicos do Peixe
9. Boi da Ilha do Governador
10. Guerreiros Tricolores
11. Unidos do Cabuçu

## Discographie Série Bronze
| Piste                           | Interprète         |
| École                           |                    |
| ------------------------------- | ------------------ |
| Raça Rubro-Negra                | Pingo Sargento     |
| Unidos da Villa Rica            | Júlia Castro       |
| Império de Brás de Pina         | Felipe Lima        |
| Monika Moretty                  |                    |
| Bangay                          | Pâmela Falcão      |
| Império Ricardense              | Nélio Marins       |
| Império de Nova Iguaçu          | Gabriel Chocolate  |
| Difícil é o Nome                | Duda SG            |
| Alegria do Vilar                | Mário Sérgio Hugo  |
| Beiço Rosa                      |                    |
| Dedélio do Samba                |                    |
| Rosa de Ouro                    | Edinho Gomes       |
| Unidos de Cosmos                | Rogério Santos     |
| Mocidade Unida Cidade de Deus   | Erivelton Silva    |
| Rogério Corrêa                  |                    |
| Gato de Bonsucesso              | Felipão Lima       |
| Paula Princi                    |                    |
| Unidos do Cabuçu                | Sandro Mota        |
| União do Parque Curicica        | Luiz Paulo Jr      |
| Acadêmicos do Jardim Bangu      | Luiz Paulo         |
| Siri de Ramos                   | Jefão              |
| Imperadores Rubro-Negros        | Thiago Santos      |
| Chatuba de Mesquita             | Vinícius Silva     |
| Turma da Paz de Madureira       | Debora Cruz        |
| Ledjane Motta                   |                    |
| Mocidade de Vicente de Carvalho | Kissandro Lourinho |
| Acadêmicos do Peixe             | Tem-Tem Jr         |
| Diogo Rosa                      |                    |
| Boi da Ilha do Governador       | Nando Pessoa       |
| Guerreiros Tricolores           | Claudinho Manhães  |

## Résultats Série Bronze
| Pos | Samba schools                    | Pts   | Classification Relégué      |
| --- | -------------------------------- | ----- | --------------------------- |
| 1   | Boi da Ilha do Governador        | 269.5 | Promus Série Argent         |
| 1   | Império de Nova Iguaçu           | 268   | Promus Série Argent         |
| 2   | Chatuba de Mesquita              | 267.8 | Promus Série Argent         |
| 2   | Alegria do Vilar                 | 267.8 | Promus Série Argent         |
| 3   | União do Parque Curicica         | 267.8 | Resté Série Bronze          |
| 3   | Unidos de Cosmos                 | 265.5 | Resté Série Bronze          |
| 4   | Mocidade de Vicente de Carvalho  | 267.7 | Resté Série Bronze          |
| 4   | Bangay                           | 265.1 | Resté Série Bronze          |
| 5   | Unidos do Cabuçu                 | 267.6 | Resté Série Bronze          |
| 5   | Império Ricardense               | 264.6 | Resté Série Bronze          |
| 6   | Imperadores Rubro-Negros         | 267.3 | Resté Série Bronze          |
| 6   | Raça Rubro-Negra                 | 264.3 | Resté Série Bronze          |
| 7   | Acadêmicos do Peixe              | 267.2 | Resté Série Bronze          |
| 7   | Unidos da Villa Rica             | 263.8 | Resté Série Bronze          |
| 8   | Siri de Ramos                    | 266.7 | Resté Série Bronze          |
| 8   | Império de Brás de Pina          | 263.7 | Resté Série Bronze          |
| 9   | Acadêmicos do Jardim Bangu       | 266.1 | Resté Série Bronze          |
| 9   | Gato de Bonsucesso               | 263.7 | Resté Série Bronze          |
| 10  | Guerreiros Tricolores            | 265.4 | Relégué Groupe d'Évaluation |
| 10  | Rosa de Ouro                     | 263.4 | Relégué Groupe d'Évaluation |
| 11  | Turma da Paz de Madureira        | 263.4 | Relégué Groupe d'Évaluation |
| 11  | Mocidade Unida da Cidade de Deus | 262.6 | Relégué Groupe d'Évaluation |
| 12  | Difícil é o Nome                 | 261.6 | Relégué Groupe d'Évaluation |
| 12  | Unidos de São Cristóvão          | 0     | Relégué Groupe d'Évaluation |

## Défilé Groupe d'Évaluation
11 février
1. Império do Vale
2. Unidos do Cabral
3. Unidos da Vila Kennedy
4. América Samba e Paixão
5. Delírio da Zona Oeste
6. Império da Resistência
7. Coroado de Jacarepaguá
8. União do Vilar Carioca
9. Acadêmicos do Recreio
10. Renascer de Nova Iguaçu
11. Acadêmicos do Anil
12. Unidos de Manguinhos
13. Acadêmicos da Pedra Branca
14. Novo Império

## Résultats Groupe d'Évaluation
| Pos | Samba schools              | Pts   | Classification Relégué    |
| --- | -------------------------- | ----- | ------------------------- |
| 1   | Unidos da Vila Kennedy     | 178.3 | Promus Série Bronze       |
| 2   | Acadêmicos do Recreio      | 178.3 | Promus Série Bronze       |
| 3   | Unidos de Manguinhos       | 178.2 | Resté Groupe d'Évaluation |
| 4   | Novo Império               | 178.1 | Resté Groupe d'Évaluation |
| 5   | Império da Resistência     | 176.1 | Resté Groupe d'Évaluation |
| 6   | Coroado de Jacarepaguá     | 176.1 | Resté Groupe d'Évaluation |
| 7   | Renascer de Nova Iguaçu    | 175.7 | Resté Groupe d'Évaluation |
| 8   | Império do Vale            | 175.4 | Resté Groupe d'Évaluation |
| 9   | Delírio da Zona Oeste      | 175.1 | Resté Groupe d'Évaluation |
| 10  | América Samba e Paixão     | 174.9 | Resté Groupe d'Évaluation |
| 11  | Unidos do Cabral           | 174.1 | Resté Groupe d'Évaluation |
| 12  | União do Vilar Carioca     | 173.9 | Resté Groupe d'Évaluation |
| 13  | Acadêmicos da Pedra Branca | 173.7 | Resté Groupe d'Évaluation |
| 14  | Acadêmicos do Anil         | 133.9 | Resté Groupe d'Évaluation |
| 15  | Acadêmicos de Realengo     | 0     | Resté Groupe d'Évaluation |
| 15  | Garras do Tigre            | 0     | Resté Groupe d'Évaluation |